# Vil·là

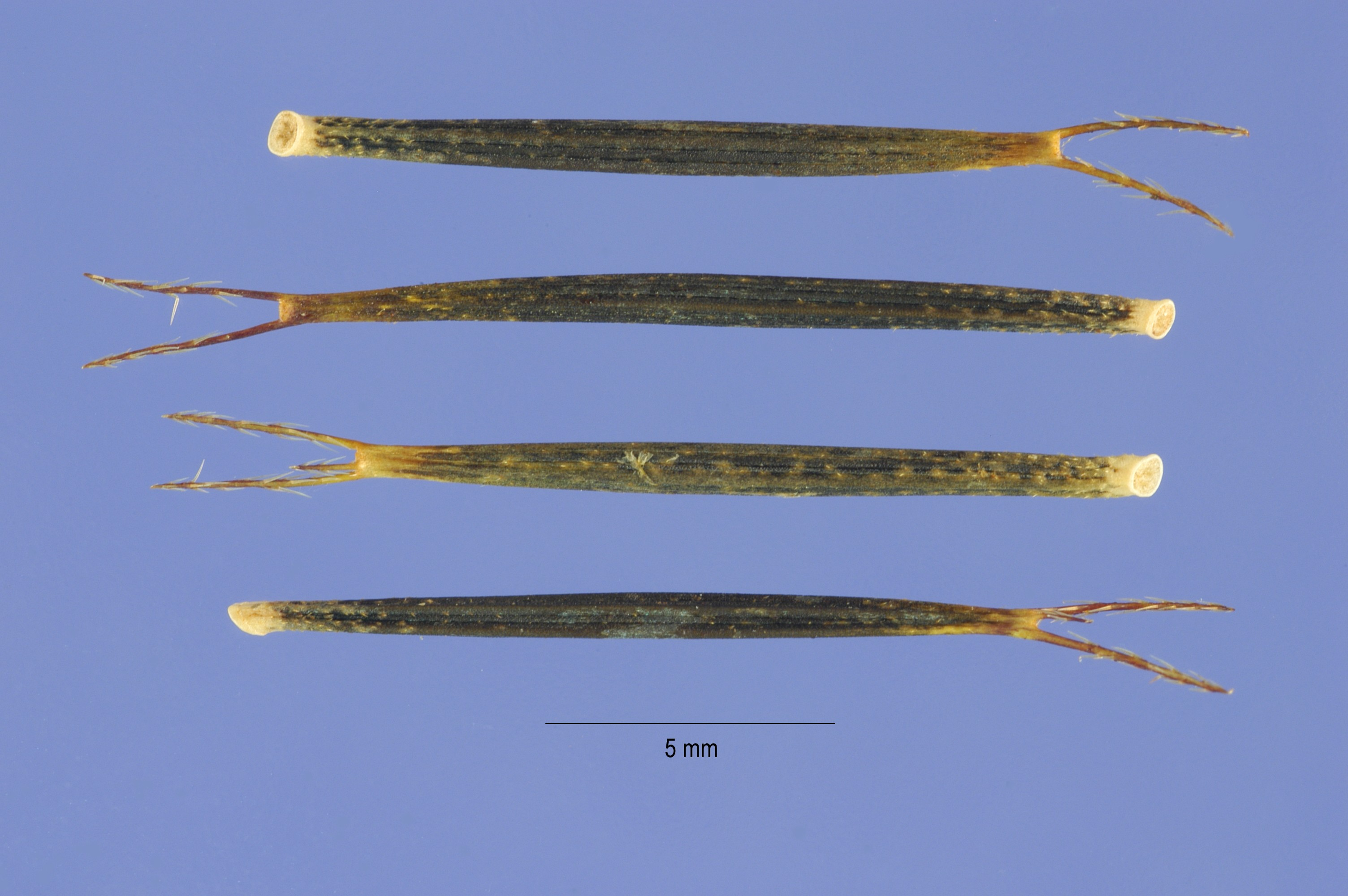
Papus de dues setes amb arestes retorses d'una espècie de Bidens

El papus, plomall, angelet, bufavent o vil·là és una prolongació com una mena d'apèndix que tenen alguns fruits, principalment els de la família de les asteràcies, que és el resultat d'una transformació del calze en flors d'ovari ínfer i que consisteix en un aplec de pèls, de setes, d'esquames, o en una coroneta membranosa, agafat a la part superior del fruit i que es desprèn juntament amb aquest.

## Formes de papus

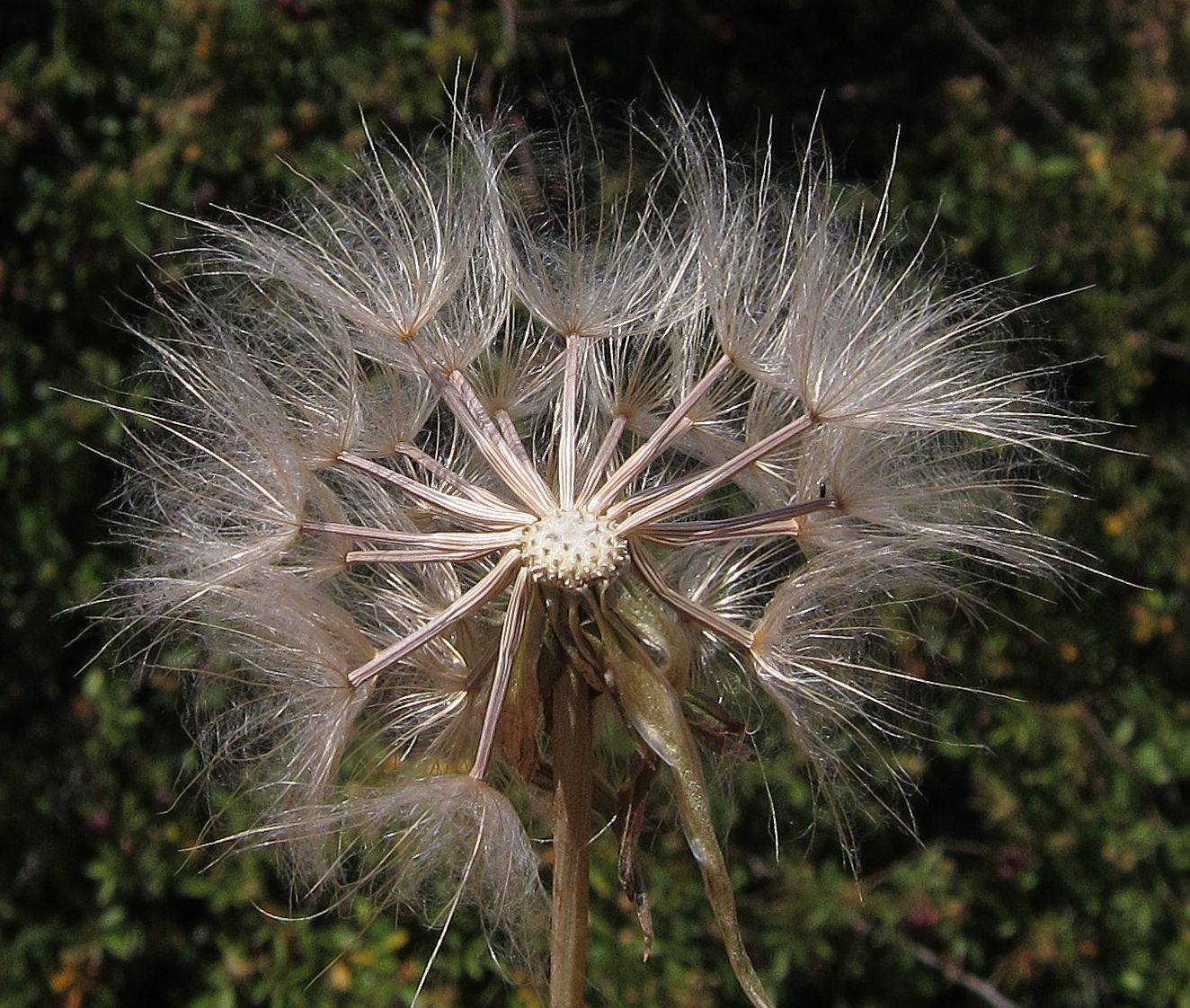
Aquenis i papus de pèls plomosos de Scorzonera laciniata L.

Aqueni amb papus de pèls simples del dent de lleó (Taraxacum)

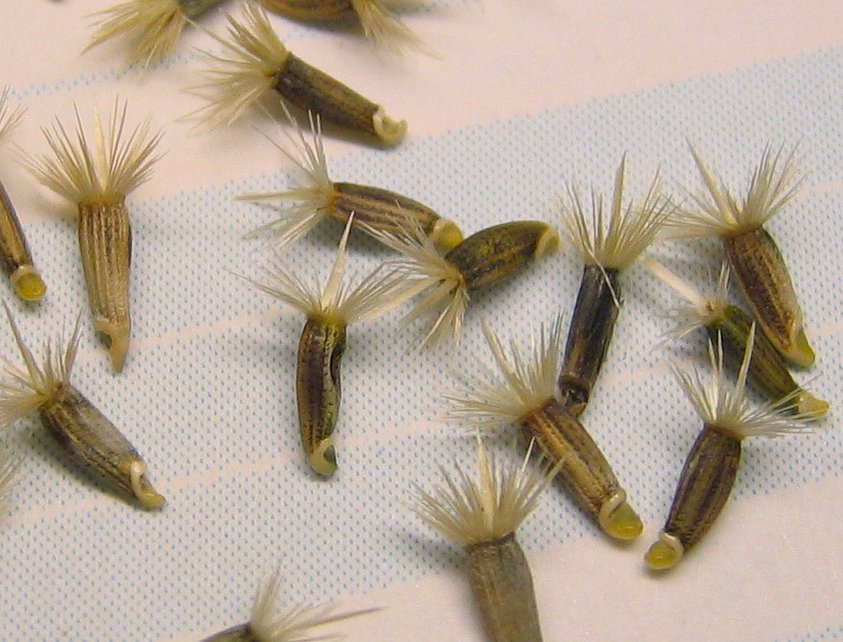
Aquenis amb papus de setes de Mantisalca salmantica (L.) Briq. et Cavill.

El papus de pèls, el més corrent, és útil per a la disseminació de les llavors per mitjà del vent. Pot consistir en un aplec de pèls disposats en una sola renglera (uniseriat) o dues files (biseriat) o fins i tot multiseriat, i que pren diverses formes abans de volar. Els pèls poden ser rígids o no, simples o plomosos o més o menys dentats. Algunes espècies poden tenir als capítols fruits amb papus plomosos i simples. Exemple de pèls plomosos els trobem als gèneres Leontodon, Scorzonera, Urospermum, Tragopogon, etc. Pèls simples als papus de l'enciam (gènere Lactuca), dent de lleó (Taraxacum), card marià (Silybum marianum), etc.

Els papus de setes poden ser simples o tenir altres setes o arestes més menudes, que ajuden a la disseminació agafant-se als animals, i que poden ser antorses (dirigides cap endavant) o retorses (cap enrere). Plantes molt corrents amb aquest tipus de papus són les del gènere Bidens.
Papus format per esquames o dents els trobem entre altres als gèneres Cichorium (xicoira) Tagetes o Hyoseris. Algunes espècies d'aquest darrer tenen pèls i esquames compartint l'espai del capítol.

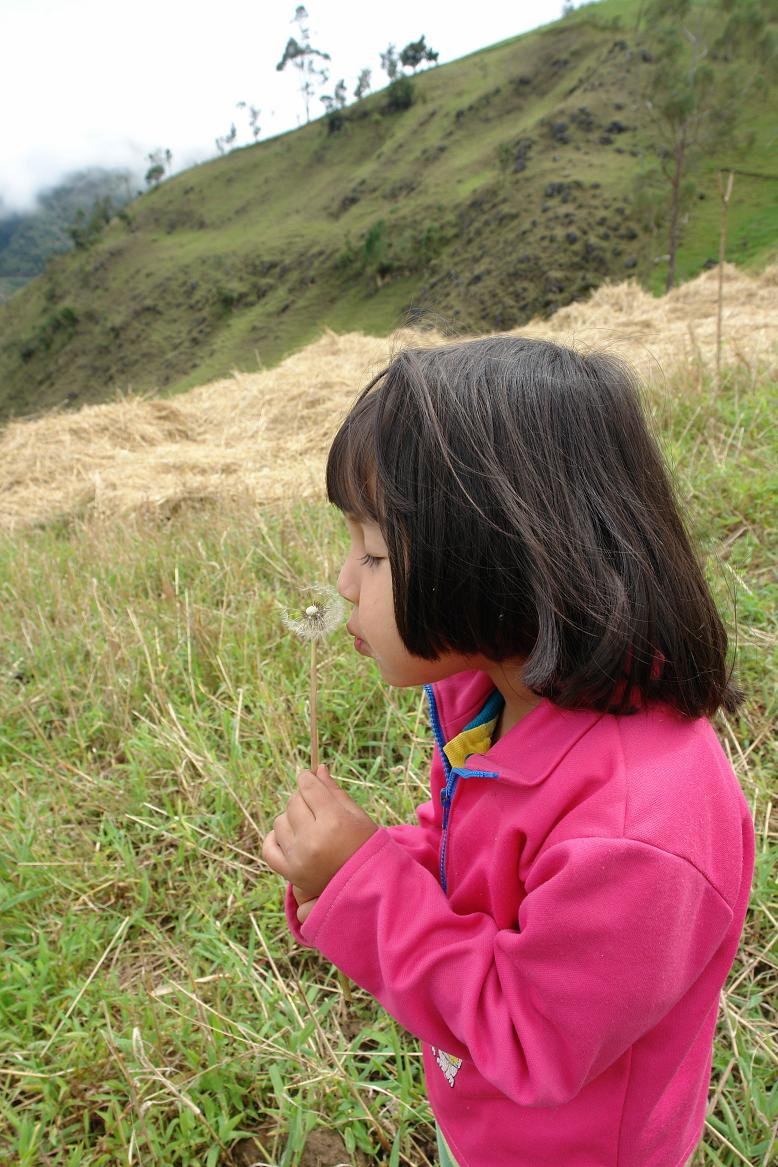
Xiqueta que bufa els papus de dent de lleó (Taraxacum officinale)

Espècies com Leontodon tuberosus o Leontodon taraxacoides tenen els aquenis circumdants embolcallats per les bràctees involucrals i amb un papus consistent en una coroneta membranosa, més o menys denticulada, mentre que els aquenis interiors tenen papus de pèls plomosos.
Hi ha altres plantes amb llavors que disposen d'un petit plomall útil per a la disseminació pel vent, però al no provenir d'una modificació del calze és incorrecte anomenar-lo papus. Però sí que es podria anomenar vil·là. Exemple, els fruits dels tamarius (gènere Tamarix) o epilobis (gènere Epilobium).

## Cultura popular
La canalla sol bufar els papus del dent de lleó per a fer-los pujar enlaire.